# Милош Кланшчек
Милош Кланшчек (Београд, 12. април 2001) српски је позоришни и телевизијски глумац. Своју прву улогу на телевизији је остварио у телевизијској серији Синђелићи, где тумачи Гојка, средњег сина Сретена Синђелића кога тумачи Воја Брајовић. Глуми и у позоришним представама са великанима српске глумачке сцене.

## Филмографија
| Год.       | Назив     | Улога          |
| ---------- | --------- | -------------- |
| 2010-е     |           |                |
| 2013−2019. | Синђелићи | Гојко Синђелић |